# Marcos Hocevar
Marcos Hocevar (Ijuí, 25 settembre 1955) è un ex tennista brasiliano.

## Carriera
Ottenne il suo best ranking in singolare il 20 giugno 1983 con la 30ª posizione, mentre nel doppio divenne il 14 ottobre 1985, l'86º del ranking ATP.
In carriera, in singolare, raggiunse in due occasioni la finale di un torneo ATP, uscendone però sempre sconfitto per mano di tennisti argentini. Nel 1982 perse infatti in finale all'Austrian Open da Guillermo Vilas e, successivamente, all'ATP San Paolo da José Luis Clerc. Vinse, invece, un torneo ATP in doppio; ciò avvenne nel 1981 all'ATP Buenos Aires in coppia con il connazionale João Soares; in quell'occasione superò in tre set la coppia cilena composta da Álvaro Fillol e da Jaime Fillol.
Fece parte della squadra brasiliana di Coppa Davis dal 1977 al 1985 in dieci occasioni, con un bilancio complessivo di sette vittorie e nove sconfitte.

## Statistiche

### Tornei ATP

#### Singolare

##### Sconfitte in finale (2)
| Legenda singolare           |
| Grande Slam (0)             |
| ATP World Tour Finals (0)   |
| ATP Super 9 (0)             |
| ATP Championship Series (0) |
| ATP World Series (2)        |

| Numero | Data             | Torneo                   | Superficie  | Avversario in finale | Punteggio     |
| 1.     | 19 luglio 1982   | Austrian Open, Kitzbühel | Terra rossa | Guillermo Vilas      | 6-7, 1-6      |
| 2.     | 15 novembre 1982 | ATP San Paolo, San Paolo | Terra rossa | José Luis Clerc      | 2-6, 7-6, 3-6 |

#### Doppio

##### Vittorie (1)
| Legenda singolare           |
| Grande Slam (0)             |
| ATP World Tour Finals (0)   |
| ATP Super 9 (0)             |
| ATP Championship Series (0) |
| ATP World Series (1)        |

| Numero | Data             | Torneo                         | Superficie  | Compagno    | Avversari in finale        | Punteggio     |
| 1.     | 16 novembre 1981 | ATP Buenos Aires, Buenos Aires | Terra rossa | João Soares | Álvaro Fillol Jaime Fillol | 7-6, 6-7, 6-4 |

##### Sconfitte in finale (2)
| Legenda singolare           |
| Grande Slam (0)             |
| ATP World Tour Finals (0)   |
| ATP Super 9 (0)             |
| ATP Championship Series (0) |
| ATP World Series (2)        |

| Numero | Data             | Torneo                         | Superficie  | Compagno     | Avversari in finale         | Punteggio |
| 1.     | 19 novembre 1979 | ATP Buenos Aires, Buenos Aires | Terra rossa | João Soares  | Tomáš Šmíd Sherwood Stewart | 1-6, 5-7  |
| 2.     | 17 ottobre 1983  | Vienna Open, Vienna            | Cemento (i) | Cássio Motta | Mel Purcell Stan Smith      | 3-6, 4-6  |

### Tornei minori

#### Doppio

##### Vittorie (6)
| Legenda tornei minori |
| Challenger (6)        |
| Futures (0)           |

| Numero | Data             | Torneo                                | Superficie  | Compagno          | Avversari in finale        | Punteggio     |
| 1.     | 23 luglio 1978   | Porto Alegre Challenger, Porto Alegre | Terra rossa | João Soares       | Lito Álvarez Álvaro Fillol | 6-1, 6-0      |
| 2.     | 8 settembre 1980 | Campinas Challenger, Campinas         | Terra rossa | João Soares       | Ney Keller Cássio Motta    | 7-5, 6-1      |
| 3.     | 23 gennaio 1984  | Guarujá Challenger, Guarujá           | Terra rossa | Alexandre Hocevar | Álvaro Fillol Jaime Fillol | 6-7, 6-4, 6-4 |
| 4.     | 9 maggio 1988    | Itu Challenger, Itu                   | Cemento     | Alexandre Hocevar | Ivan Kley Fernando Roese   | 6-4, 6-7, 6-4 |
| 5.     | 21 agosto 1989   | Goiania Challenger, Goiânia           | Terra rossa | Alexandre Hocevar | Otavio Della Kevin Lubbers | 6-2, 6-2      |
| 6.     | 18 febbraio 1991 | Americana Challenger, Americana       | Cemento     | Alexandre Hocevar | José Daher Fernando Roese  | 7-6, 6-4      |